# 喬治·史蒂芬生
喬治·史蒂芬生（英語：George Stephenson，1781年6月9日—1848年8月12日），英國的機械工程師、發明家，被稱為「鐵道之父」。1814年，史蒂芬生設計了他的第一個火車頭，這是專門對吉林華斯（Killingworth）煤礦場牽引煤車設計的。以普魯士將軍馮‧布呂歇爾，取名為布呂歇爾號。1825年，他和兒子羅伯特·史蒂芬生一起造出了機車一號，這是世界上第一個在公共鐵路（斯托克頓和達靈頓鐵路）上載客的蒸汽機車。1829年，他和羅伯特·史蒂芬森做出了火箭號。1830年，他又建造了世界第一條市際蒸汽機用鐵路，（利物浦和曼徹斯特鐵路）。
鐵路節訂於6月9日，是因為中國第一條自建鐵路唐胥鐵路特地訂於他的誕辰6月9日開始鋪軌。
史蒂芬生是英國機械工程師學會於1847年成立時的第一屆主席。